# Hortus Conclusus (Paladino)
L'Hortus Conclusus è un'installazione dell'artista Domenico Paladino, esponente della Transavanguardia Italiana, realizzata nel 1992 insieme all'architetto Roberto Serino, all'architetto Pasquale Palmieri e al lighting designer Filippo Cannata in uno degli orti del Convento di San Domenico a Benevento. L'Hortus si apre in fondo al Vico Noce, accessibile dal Corso Garibaldi.

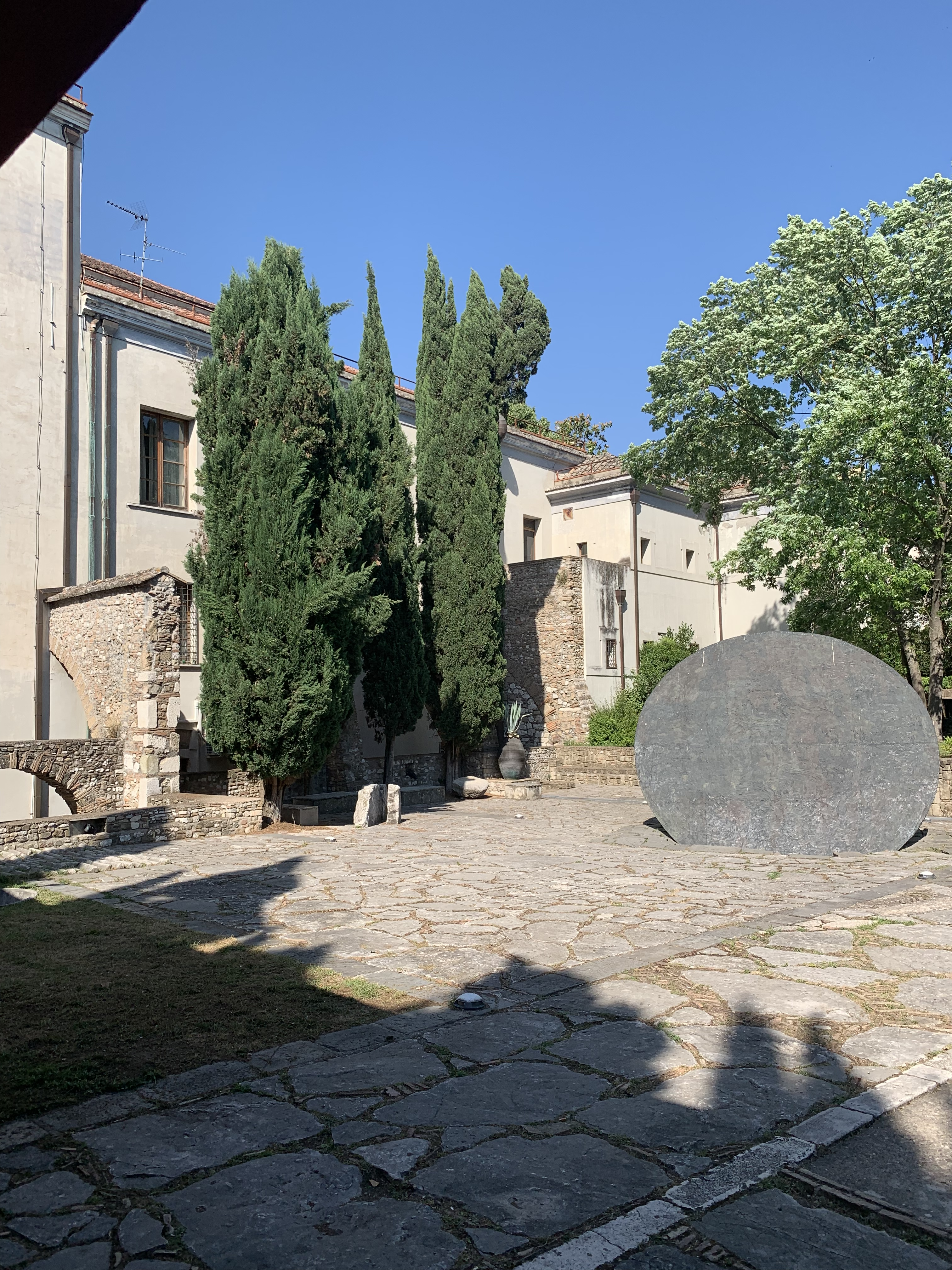
Hortus Conclusus

## I messaggi

### Un luogo per la riflessione
Il nome dell'installazione, letteralmente "giardino chiuso", ha un significato molto più complesso che una semplice descrizione del luogo in cui è posta. Si trova l'espressione hortus conclusus in molti scritti medievali, ispirati dagli analoghi orti di cui parlano la Genesi e i Vangeli.
L'hortus, in quanto conclusus, è un luogo segreto e protetto, dove gli asceti, isolati dal mondo, possano avvicinarsi a Dio tramite la meditazione, raggiungendo la conoscenza contemplativa. L'hortus conclusus è il modello dei giardini dei monasteri: quadrangolare a simboleggiare i quattro angoli dell'Universo, con al centro un albero che simboleggia la vita, e un pozzo o una fonte che simboleggia la sorgente della conoscenza.
Paladino vuole che l'Hortus sia un luogo di conforto per la continua lotta che l'uomo vive nel mondo concreto come nella propria interiorità, in cerca della pace. È un invito ad intraprendere un personale "percorso della memoria", volto a riscoprire il proprio passato e quindi se  stessi.

### Il mito e la storia
La pace auspicata dall'uomo si riflette nella ricerca dell'armonia fra natura e storia, e fra le varie epoche storiche. Mimmo Paladino esprime il suo messaggio usando e reinterpretando i linguaggi artistici del passato, e mette in luce i tratti in comune fra di loro. L'Hortus Conclusus è ricco di elementi che si rifanno al mito, e alla storia sannitica e longobarda di Benevento, non trascurandone l'aspetto più quotidiano e, in parte, familiare.

## Descrizione

### L'ambiente
L'Hortus Conclusus è cinto in parte dalle strutture del convento, per il resto da muri che si ispirano alle vere mura di Benevento di epoca longobarda, in mattoni ma con inserzioni disordinate di pietre e bronzi. Stesso discorso vale per la pavimentazione, che ricorda quella dei vicoli storici dei paesi del beneventano.
Fra le opere dell'artista fanno comparsa pezzi di colonne, capitelli, frontoni, che accentuano il rimando alla storia della città. Inoltre, come accennato, è molto importante il verde, che legittima il nome di hortus. Fra gli alberi, la rosa, il giglio e la palma, simboli rispettivamente: del sangue divino, della purezza e della gloria.

### Le opere
L'oggetto più interessante della composizione di Paladino è forse il Cavallo di bronzo, elemento ricorrente nelle sue opere, che si erge su di un muro di cinta, e che sembra dominare da un lato sull'Hortus, dall'altro sulla parte bassa della città. Il cavallo porta una maschera d'oro come quella di Agamennone che lo rende quasi divino, e sembra evocare il mito del cavallo di Troia. Inoltre esso è tradizionalmente il compagno dell'uomo nelle battaglie, di cui sopra.
Sempre legato alle battaglie e alla difesa è il riferimento ai Sanniti, che avviene tramite gli Elmi disseminati nello spazio, ma soprattutto lo Scudo che sembra essere piovuto dal cielo, infiggendosi nel pavimento e incurvandolo. Il grande disco ha anche la funzione di fontana; l'acqua che sgorga dalla sua sommità viene raccolta in un catino, che sembra un oggetto preso dalla vita quotidiana del passato, con i manici resi lucidi dall'uso.
Sono parecchie le fontane all'interno dell'Hortus: l'acqua è un elemento importante nella composizione, per i motivi già specificati e perché con il suo rumore sottolinea il silenzio e il fluire delle riflessioni. Tra queste è particolarmente interessante una di forma umanoide, con delle lunghe braccia protese sulle quali sbocciano piccole teste. Ancora teste si trovano sull'Ombrello capovolto, e altre autonome: una umana dalle lunghe corna e alcune di cavallo. Ancora, una Conchiglia e un Teschio di bue, simili a fossili, si rifanno alla storia di Benevento.
Sul fondo del giardino si trova una struttura architettonica rossa, sotto la quale si trovano un'altra fontana con una grande vasca e una panchina realizzata con blocchi di cemento colorato. Sopra la struttura vi è un terrazzo pavimentato in coccio, cui si accede tramite un corridoio: qui si trova una sorta di Totem.

## Il restauro
A 13 anni dalla sua realizzazione, nel 2005, è stato effettuato un restauro del complesso che già presentava i primi segni di abbandono. La supervisione dei lavori è stata dello stesso Mimmo Paladino. I bronzi sono stati ripuliti e trattati contro la corrosione, sono state cancellate le scritte dalle panchine, il verde è stato curato, le fontane sono state riattivate. È stato inoltre installato un chioschetto ottagonale, ideato da Alessandro Mendini.